# Charlie Nash (Street Fighter)
Charlie Nash (チャーリー・ナッシュ, Chārī Nasshu) est un personnage de fiction issu de la franchise Street Fighter. Premièrement mentionné dans Street Fighter II: The World Warrior (1991) comme l'ami de Guile assassiné par M. Bison avant le second opus, suscitant probablement la création de ce qui allait devenir Street Fighter Alpha: Warriors' Dreams. Il est à noter que plusieurs designs de Nash ont fuité entre 1991 et 1994 cependant, avant le design final du personnage.
Sa mission initiale était de localiser Bison et parasiter Shadaloo le temps pour le reste de l'United States Air Force de porter au dictateur un coup fatal. Le style de combat de Charlie est repris de celui de Guile.
Nash a reçu un accueil positif de la part des joueurs et des journalistes de jeux vidéo, et est considéré comme partie prenante du canon de la franchise Street Fighter, apparaissant jusque -indirectement certes, son personnage étant mélangé avec celui de Blanka - dans le film de 1994, soit avant-même son début dans la série officielle.

## Création et développement
À l'origine, avant Street Fighter V, le personnage était simplement connu sous le nom de Nash (ナッシュ, Nasshu) au Japon et sous le nom de Charlie dans les versions étrangères. Le changement de nom a été fait à la suite d'une suggestion d'un membre du personnel de la filiale américaine de Capcom qui estimait que "Nash" n'était pas assez naturel pour que les joueurs américains s'y identifient,. Les deux noms seront plus tard combinés dans certains médias Street Fighter sous licence - en particulier la série de bandes dessinées d'Udon - pour former le nom complet "Charlie Nash", qui a été officiellement adopté par les jeux à partir de Street Fighter IV. En conséquence, Street Fighter V a été le premier jeu de la franchise à abandonner la pratique habituelle de changer le nom du personnage en "Charlie" dans les versions étrangères, se référant à lui principalement comme "Nash" dans chaque région.
Nash est mentionné pour la première fois par Guile au cours de sa Street Fighter II (incluant les révisions ultérieures du titre original, The World Warrior), en tant qu'alibi pour participer au tournoi : Guile désire terrasser l'hôte du tournoi, M. Bison, pour un incident au Cambodge les impliquant tous trois. Les suites ultérieures de la franchise ont étoffé sa trame de fond, où Charlie est le camarade militaire et ami proche de Guile, assassiné par Bison quelque temps avant les événements du second opus. Ces évènements seront relatés dans Street Fighter Alpha.
Charlie porte usuellement porte un pantalon cargo vert et une veste jaune, ainsi qu'une paire de lunettes qu'il enlève avant un combat. Sa coiffure est un large toupet de cheveux blonds similaire en esprit à celle de Guile. Charlie a été représenté avec des conceptions de personnages radicalement différentes lors de ses apparitions dans les médias sous licence Street Fighter avant ses débuts officiels dans Alpha. Son apparence dans Street Fighter V est similaire à sa conception Alpha, bien que quelques changements très notables aient été mis en œuvre. Il arbore maintenant des greffes de peau décolorées et de couleur verte qui sont agrafées et couvrent une partie du côté droit de son visage, la majorité de son bras droit et une partie du côté droit de sa poitrine. Sa tenue vestimentaire a également acquis une coloration plus foncée, son pantalon étant désormais de couleur marron foncé et une partie de son gilet devenant également plus sombre. Enfin, il a gagné une gemme verte incrustée dans son front. L'ensemble de cette tenue modifiée -pour la première fois depuis Alpha- est présente dans le cinquième opus, mais aussi dans la websérie Street Fighter: Resurrection, qui lui fait office de prologue.

## Gameplay
Pour la première apparition de Nash dans Street Fighter Alpha, ses mouvements sont basés sur ceux de Guile, ce qui en fait une figure similaire à celle de Ken à Ryu, et son Somersault Kick est plus puissant que celui de Guile. En raison de la résurrection apparente de Nash dans Street Fighter V où il semble comme possédé par un pouvoir mystérieux, ses attaques et ses mouvements spéciaux reflètent ce changement, distinguant désormais bien plus profondément sa palette de coups de celle de son ami. De nombreux mouvements spéciaux de Guile lui ont été retirés, et pour la toute première fois, les deux personnages se jouent assez différemment. Dans Street Fighter V, Nash semble fonctionner de la même manière que l'itération Street Fighter IV de Guile. Il est considéré comme le personnage idéal pour les joueurs qui aiment surprendre leurs adversaires et maintenir la pression, étant doté des attaques normales les plus flexibles du jeu. Edward Dang de Hardcore Gamer a estimé qu'un joueur expérimenté de Nash comprendrait quels mouvements Nash peut enchaîner et se préparerait à la défense. Nash a également la capacité de drainer les jauges de santé et de Critical Art de son adversaire.

## Apparitions

### Dans les jeux vidéo
Nash est jouable pour la première fois dans Street Fighter Alpha (préquelle de Street Fighter II), où il est premier lieutenant dans l'US Air Force, chargé de traquer Bison et de repérer ses sbires infiltrés au sein de l'armée américaine. La série Alpha précédant Street Fighter II, la séquence de fin de Charlie dans l'Alpha original (ainsi que dans Street Fighter Alpha 2), révèle sa mort après avoir vaincu Bison : dans Alpha, Bison l'attaque par derrière lorsqu'il appelle son escouade en renfort, et dans Alpha 2, un officier corrompu pilotant l'hélicoptère de secours prévu lui tire dessus pour Bison et l'envoie tomber dans une cascade. Street Fighter Alpha 3 était initialement la seule exception à cette convention, qui a en fait survécu à Charlie dans sa fin, bien que les versions ultérieures de la console, qui ajoutent Guile en tant que combattant jouable, aient la mort de Charlie représentée dans la fin de Guile à la place. Sa scène de mort dans Alpha 2, cependant, est traitée par Street Fighter V comme canon, rendant l'apparition de Charlie dans Alpha 3 semi-canonique (comme sa biographie dans Alpha 3 indique son objectif dans Alpha 2)
Malgré la mort apparente de Nash dans la série Alpha, Street Fighter IV fournirait des indices sur sa survie dans le scénario du jeu. Cela conduisait à son retour dans le roster de Street Fighter V, qui révèle le soldat américain recouvert de points de suture sur le corps et la tête, de la peau grise semblant nécrosée, et un bijou vert sur son front. C'est en fait l'œuvre des Illuminati, le principal antagoniste de la série Street Fighter III (qui postdate IV et V dans le canon), et son projet de renaissance était dirigé par Kolin (sous l'apparence d' Helen), en utilisant la version prototype de l'échantillon du corps de Twelve, Eleven, créée par Urien. Après avoir été ressuscité, la durée de vie de Nash est limitée, car Nash doit économiser son énergie pour affronter Bison dans leur bataille finale. Nash sacrifie sa vie en tentant d'absorber les pouvoirs de Bison autant qu'il le peut, affaiblissant Bison assez longtemps pour que Ryu finisse le dictateur une fois pour toutes avec le pouvoir du néant. Malgré ce sacrifice, Capcom a officiellement répertorié le statut de vie de Nash comme inconnu.
Charlie apparaît également comme un combattant jouable dans X-Men vs. Street Fighter et Marvel vs. Capcom 2, ainsi que dans l'inédit Capcom Fighting All-Stars . En dehors de ses apparitions habituelles dans les jeux de combat, Charlie est un personnage jouable dans le jeu de tir Cannon Spike aux côtés de Cammy White, un autre personnage emblématique de la franchise Street Fighter . Une version alternative de Charlie nommée Shadow apparaît comme un personnage caché dans le jeu croisé, Marvel Super Heroes vs.Street Fighter. Le sprite de Shadow est le même que celui de Charlie, mais avec presque tout son corps noirci et un œil blanc brillant derrière ses lunettes. Il a tous les mouvements de Charlie, mais ses attaques enflamment son adversaire avec des flammes bleues tirées du « Psycho Power » de son meurtrier. Shadow apparaît également dans Marvel vs. Capcom en tant que personnage secondaire pouvant aider le joueur au combat, et est présenté dans les séquences de fin de Chun-Li et Shadow Lady, une version robot de Chun-Li. Dans Street Fighter V, Shadow est apparu en mode Extra Battle.
Dans Super Smash Bros. Ultimate, Nash apparaît sous la forme d'un esprit dans le mode aventure.

### Dans d'autres médias

#### Au cinéma
Dans l'adaptation cinématographique Street Fighter de 1994, les personnages de Charlie et de Blanka sont fusionnés : Carlos "Charlie" Blanka, un ami brésilien du colonel Guile (Jean-Claude Van Damme) et soldat de son unité au sein des casques bleus de l'ONA, est fait prisonnier parmi les convois humanitaires capturés juste avant le début du film. C'est le casus belli du Colonel Guile, dans le film, contre Bison (Raul Julia). Lorsque ce dernier découvre le pot aux roses, il envoie Charlie subir un lavage de cerveau dans le laboratoire du Dr Dhalsim (le scientifique involontaire de Bison dans ce film) pour devenir la machine à tuer parfaite. Dhalsim, cependant, modifie secrètement la programmation mentale de Blanka pour l'empêcher de devenir un tueur. Lors d'une bagarre entre Dhalsim et le garde du laboratoire, Blanka est libéré prématurément et son premier acte est d'assassiner le garde pour sauver Dhalsim. Il attaque plus tard Guile lorsque celui-ci se faufile dans le laboratoire, mais le reconnaît comme son ami. Il est presque abattu par Guile afin de mettre fin à ses souffrances, mais Dhalsim l'arrête au motif que Blanka est essentiellement toujours lui-même. Blanka et Dhalsim combattent plus tard les forces de Bison ensemble lorsque l'armée de l'ONA attaque la base de Bison. À l'apogée de la bataille cependant, Blanka refuse de retourner à la civilisation avec Guile dans son état, choisissant de périr dans l'explosion de la base de Bison avec un Dhalsim repentant. Dans la version console du jeu vidéo Street Fighter: The Movie, Blanka est un combattant jouable, bien que dans son incarnation mutée avec l'ensemble de mouvements original de Blanka. Sa fin révèle que lui et Dhalsim ont tous deux survécu à l'explosion et Dhalsim l'a finalement ramené à sa forme humaine. Des actifs inutilisés suggèrent qu'il allait également être un combattant jouable dans la version arcade. Dans le film, il est interprété par l'acteur australien Robert Mammone et par le cascadeur Kim Repia dans le jeu vidéo.
Charlie Nash est interprété par Chris Klein dans Street Fighter : The Legend of Chun-Li, où il est décrit comme un membre d'Interpol lambda,. Le film, cependant, ne reprend pas les tenues iconiques des personnages et ne garde que de loin leur trame de départ.
Nash est un personnage central de la mini-série Street Fighter : Resurrection, dans lequel il semble contrôlé par Bison (Silvio Simac). Charlie finit par faire équipe avec Ryu (Mike Moh) et Ken (Christian Howard) lorsqu'il réalise que la jeune Laura Matsuda (Natascha Hopkins), lancée à la poursuite de Decapre (Katrina Durden), va subir le même destin que lui. Charlie est interprété par Alain Moussi, qui devient ainsi le tout premier acteur à incarner Charlie tel qu'il apparait dans les jeux.

#### Dans les films d'animation
Bien qu'il n'apparaisse pas physiquement dans le film, Charlie est mentionné à plusieurs reprises dans Street Fighter II : Le film d'animation . Le dialogue révèle qu'avant les événements du film, il a été tué par Bison et sert maintenant de motif principal de vengeance personnelle contre le seigneur de guerre de Guile. Bien que sympathique envers Guile pour avoir perdu Charlie, Chun-Li réussit à persuader Guile de mettre de côté sa vendetta personnelle et d'aider Interpol à combattre Shadaloo. Guile tente plus tard de combattre Bison, qui se moque ouvertement de Charlie pour le provoquer avant de le vaincre mais en l'épargnant comme une insulte. Comme le film est antérieur au développement de Street Fighter Alpha, Charlie n'est jamais désigné par son nom, mais comme "l'ami de Guile" ou "le meilleur ami de Guile".
La série télévisée animée de 1995 Street Fighter II V, Nash apparaît pour la première fois dans l'épisode 19, lorsque lui et Guile sont embauchés par le père de Ken pour le sauver de Bison. Nash est ensuite tué dans l'épisode 26 après que Bison l'ait étranglé à mort. Il conserve le nom "Nash" pour le doublage anglais, bien que Guile l'appelle "Charlie" juste avant sa mort dans l'épisode 26, et le narrateur se réfère à lui comme "Charlie Nash". Comme la série a été produite alors que Street Fighter Alpha en était encore à ses premiers stades de développement, Charlie ne ressemble en rien à son homologue du jeu vidéo, arborant plutôt des cheveux bruns lissés et une barbe, vaguement similaire à l'acteur Jean Reno.
La série animée American Street Fighter, diffusée de 1995 à 1997, adapte l'origine de Blanka du film de 1994, combinant également Charlie et Blanka en un seul personnage. Alors que Blanka est généralement représenté sous sa forme mutée tout au long de la série, sa forme humaine originale est brièvement montrée lors d'un flashback dans l'épisode "The Medium is the Message", dans lequel il s'habille exactement comme la version Street Fighter Alpha de Charlie, mais avec une palette de couleurs beaucoup plus proche de celle de Blanka (un gilet vert et un pantalon cargo marron), des bracelets de cheville au lieu de bottes. et une paire de nuances au lieu de lunettes. La couleur des cheveux et le teint de la peau de Charlie ont également été modifiés pour s'adapter aux différentes ethnies du personnage dans la série. Dans " Eye of the Beholder ", Blanka retrouve temporairement sa forme humaine après avoir été soumise à un sérum expérimental, pour revenir à sa forme mutante à la fin de l'épisode.

#### Dans les bandes dessinées
Dans l'adaptation manga de Masaomi Kanzaki de Street Fighter II, Guile est directement responsable de la mort de Charlie. Des années avant les événements du manga, Bison utilise Charlie et d'autres membres de l'unité de Guile comme sujets de test inconscients pour une substance contrôlant l'esprit. Charlie est devenu fou au cours d'une mission et a commencé à attaquer des villageois non armés, obligeant Guile à le tuer. Charlie n'est montré que dans un panneau du manga, qui le représente comme une silhouette avec un sourire fou.
Dans la série de bandes dessinées American Street Fighter, le nom japonais de Charlie est transformé en son nom de famille, lui donnant le nom complet de Charlie Nash. La bande dessinée poursuit en indiquant que c'est en fait Charlie qui a appris à Guile comment utiliser la technique "Sonic Boom", et même comment se battre. Udon inclurait également Shadow dans le scénario de la bande dessinée : Bison capture Charlie, le transforme en Shadow, l'utilisant comme agent. Il essaie de faire tuer par Shadow Guile et Chun Li au Japon, mais Charlie retrouve sa mémoire dans le combat et s'enfuit. Il tente plus tard de rejoindre ses amis, mais est abattu par l'hélicoptère de Bison. Avec le dernier de ses forces, Charlie se sacrifie en utilisant son Somersault Justice pour détruire la falaise sur laquelle ils se battaient, envoyant Bison et lui-même plonger dans la mer. Il a également une nouvelle bande dessinée intitulée Street Fighter V: The Life and Deaths of Charlie Nash qui explique ce qui lui est arrivé avant Street Fighter V et pourquoi il a l'air comme il le fait.
La série manga d' Ariga Hitoshi Rockman Remix et Rockman Megamix, se déroulant dans l' univers Mega Man, présente le personnage en tant que présentateur de nouvelles dans plusieurs chapitres. Le personnage est désigné par son nom d'outre-mer "Charlie" au lieu de Nash. Dans la série animée Hi Score Girl, Charlie apparaît dans l'épisode 10 (avec une voix), quand Haruo était sur le point de jouer à Street Fighter Alpha.

## Avis critique
Le personnage a été bien accueilli par les critiques et les fans de la série. En 2008, DF Smith d'IGN a classé Charlie au 16e rang sur leur liste des meilleurs combattants de Street Fighter. Il a été classé 26e meilleur personnage de Street Fighter par Paul Furfari d' UGO en 2010. Cette même année, le champion européen de Street Fighter Ryan Hart a classé Charlie comme le dixième meilleur personnage de Street Fighter. Heavy.com l'a inclus parmi les dix meilleurs personnages qu'ils voulaient dans Ultra Street Fighter IV, ajoutant qu'il "était une demande constante des fans depuis un certain temps maintenant". Dans le sondage officiel réalisé par Namco, Charlie a été le 21e personnage secondaire de Street Fighter le plus demandé à être ajouté à la liste de Tekken X Street Fighter, en août 2012, recueillant 5,20% des voix. En 2016, le joueur coréen Infiltration a utilisé Charlie pour remporter les tournois Street Fighter V à EVO, Final Round, NorCal Regionals et Red Bull Kumite.
Le destin du personnage et les expériences récurrentes de mort ou de mort imminente ont fait l'objet d'une attention particulière. Gavin Jasper de Den of Geek et Chris Plante de The Verge ont décrit Nash comme le Kenny McCormick de la franchise médiatique Street Fighter,, tandis que Femi Famutimi de WePlay le considérait comme le personnage le plus tragique de la série. Bryan Dawson de Prima Games a déclaré que Charlie Nash a toujours été une "âme torturée" dans la franchise médiatique Street Fighter, et qu'il prend souvent le pas sur Guile même s'il a une base de fans importante.